# Nobel Biocare
Nobel Biocare — компания, которая производит стоматологические имплантаты и индивидуальные протезы. Штаб-квартира компании находится в Клотене, Швейцария возле аэропорта Цюриха. Nobel Biocare в своей текущей форме был основан в 2002 году. Компания берет свое начало в партнерстве, сформированном в 1978 году между шведским медицинским исследователем профессором Пер-Ингвар Бранемарком и Bofors, шведской компанией, которая производила продукцию по остеоинтеграции, изобретенную исследователем (скручивание титана с костью).

## История
70-80 гг. XX в.
В 1978 году шведские органы здравоохранения одобрили введение стоматологических имплантатов для клинических целей и и Бронемарк вступил в партнерство с Bofors для реализации своих идей и вывода их на более широкий рынок. Новая компания, Bofors Nobelpharma (позже Nobelpharma), была основана в 1981 году в Гётеборге, Швеция, чтобы коммерциализировать выводы профессора Бронемарка. Компания запустила ряд новых продуктов, включая абатменты, буровое оборудование и комплект инструментов. В 1982 году Бронемарк представил свои результаты на конференции в Торонто о остеоинтеграции в клинической стоматологии. В том же году, Администрация продуктов питания и лекарства в США (FDA) одобрила использование титановых имплантатов в Соединенных Штатах. В 1983 году доктор Мэттс Андерссон разработал Procera®System, которая с высокой точностью, повторяла изготавливаемые стоматологические коронки. Это был полностью автоматизированный метод для промышленного производства в области зубных протезов. Nobelpharma приобрела новую технологию в 1988 году.
После одобрения FDA титановых имплантатов в 1983 году была создана Nobelpharma USA Inc. Компания начала продавать систему Бронемарка в Соединенных Штатах. Дочерние компании Nobelpharma Canada Inc. и Nobelpharma Japan Inc. были созданы в одно и то же десятилетие вместе с другими подразделениями во Франции, Испании, Австралии, Италии, Германии и Великобритании. Компания впервые получила прибыль в 1989 году. В этом году Шведский национальный совет здоровья и благосостояния одобрил технику Procera.
90-е гг. XX в.
В 1990 году система Бронемарка была зарегистрирована как товарный знак в США. В 1993 году, компания нуждалась в дополнительных источниках финансирования и имелапланы расширения и роста. Nobelpharma была зарегистрирована на Стокгольмской фондовой бирже в 1994 году. В 1996 году компания изменила свое название на Nobel Biocare. Компания приобрела американского производителя имплантатов Steri-OSS Inc. в 1998 году.
XXI в.
В 2002 году компания изменила свою организационную структуру путем создания юридического адреса в Швейцарии с недавно основанной родительской компанией группы. Первичный листинг акций был изменён на SIX SwissExchange (в 2008 году листинг на бирже OMX в Стокгольме был прекращен). В 2014 году, Danaher Corporation купила Nobel Biocare и по состоянию на 2015 год, компания уже не котируется на SIX SwissExchange.

## Деятельность
Основной деятельностью компании является производство стоматологических имплантатов и связанных сопутствующих продуктов, используемых для лечения потерянных зубов, таких как абатменты, коронки и мосты. Компания также продает сканеры и программное обеспечение для проектирования индивидуальных, специфичных для пациентов протезов. Nobel Biocare также разрабатывает программное обеспечение для диагностики и планирования лечения имплантата и производит индивидуальные, специфичные для пациентов, шаблоны с руководством для операций имплантатов. Поскольку требования к правовой подготовке для врачей, которые осуществляют лечение имплантат варьируются от страны к стране, Nobel Biocare запустил программу обучения и образования для стоматологов в ряде стран.